# Jagdgeschwader 112
A Jagdgeschwader 112 foi uma asa de treino de pilotagem de caças da Luftwaffe, durante a Alemanha Nazi. Formada no dia 15 de julho de 1944 em Landau/Isar, foi extinta no dia 15 de outubro de 1944 para formar o II./JG 101.